# Manny Andruszewski
Emanuel Franciszek (Manny) Andruszewski (ur. 4 października 1955 w Eastleigh, Hampshire) – angielski piłkarz pochodzenia polskiego, występujący na pozycji obrońcy piłkarz Southampton F.C.
Andruszewski w ciągu swojej kariery reprezentował barwy takich klubów jak  Southampton F.C., Tampa Bay Rowdies, Aldershot i Dallas Sidekicks.